# Список керівників держав 490 року
Список керівників держав 490 року — це перелік правителів країн світу 490 року
Список керівників держав 489 року — 490 рік — Список керівників держав 491 року — Список керівників держав за роками

## Європа
- Арморика — король Будік I (464–501)
- Британські острови:
  - Брінейх — король Дівнуал Лисий (460–510)
  - Бріхейніог — король Бріхан Бріхейніог (450–490), його змінив внук король Райн Червоноликий (490–510)
  - Галвідел — король Тутагуал ап Кінуіт (485–505)
  - Королівство Гвент — король Іддон ап Інір (бл. 480 — бл. 490), його змінив король Теудріг Святий (бл. 490 — бл. 510)
  - Гвінед — король Эйніон ап Кунеда (бл. 460 — бл. 500)
  - Глівісінг — король Гвінліу Бородатий (480–523)
  - Дал Ріада — король Лоарн МакЕрк (474–495)
  - Дівед — король Айргол Довгорукий (455–495)
  - Думнонія — король Герайнт ап Ербін (480–508)
  - Ебрук — король Ейніон ап Мор (470–495)
  - Елмет — король Масгвід Глофф (460–495)
  - Кент — король Еск (488–512)
  - Мерсія — король Ікел (488–501)
  - Королівство Пенніни — король Артуіс ап Мор (470–500)
  - плем'я піктів — король Нехтон I (484–508)
  - Королівство Повіс — король Рідвед Вріх (460–480), його змінив син король Касанаут Вледіг (480–519)
  - Регед — король Гургуст ап Кенеу (450 — бл. 490), його змінив син король Мейрхіон Гул (бл. 490 — бл. 535)
  - Королівство Сассекс — король Елла (477–514)
  - Стратклайд (Альт Клуіт) — король Думнагуал Старий (бл. 470 — бл. 490), його змінив син король Клінох ап Думнагуал (ок. 490 — ?)
- Королівство бургундів — правили три брати:
  - король Гундобад (резиденцією було місто Ліон) (473–516)
  - король Хільперік II (резиденцією було місто Валанс) (473–491)
  - король Годегізель (резиденцією було місто Женева) (473–501)
- Вестготське королівство — король Аларіх II (484–507)
- Візантійська імперія — імператор Флавій Зенон (474–475, 476–491)
  - Патріарх Константинопольський — Евфемій (489–495)
- Королівство гепідів — король Гундеріт (460–490), його змінив король Трапстіла (490–504)
- Імперія гунів — каган Ернак (469–503)
- Ірландія — верховний король Лугайд мак Лоегайре (482–507)
  - Айлех — король Муйрхертах мак Ерке (489–534)
  - Коннахт — король Дауї Тенга Ума (482–502)
  - Ленстер — король Фроехе (485–495)
  - Манстер — король Дауі Іарлате (489–492)
  - Улад — король Еохед мак Моредах (489–509)
- Італійське королівство Одоакра — король Одоакр (476–493)
- Королівство лангобардів — король Клаффо (490–500)
- плем'я остготів — король Теодорих Великий (474–526)
- Ріпуарскі франки — король Сігіберт Кульгавий (483–507)
- Салічні франки — король Хлодвіг (481–511)
- Королівство свевів — король Веремунд (бл. 485 — бл. 500)
- Святий Престол — папа римський Фелікс III (II) (483–492)
- Королівство Тюрингія — король Бізін (455–507)
- Швеція — король Егіл (бл. 490 — бл. 515)

## Азія
- Аль-Хіра (Династія Лахмідів) — цар аль-Асвад ібн аль-Мундір (462–490), його змінив цар Аль-Мундір II ібн аль-Мундір (490–497)
- Гаоцзюй — небесний імператор Афучжило (485–496)
- Диньяваді (династія Сур'я) — раджа Сур'я Кальяна (474–492)
- Джабія (династія Гассанідів) — цар аль-Харіт IV ібн Хійр (486–512)
- держава ефталітів — хан Торамана (490–515)
- Жужанський каганат — каган Юйцзюлюй Доулунь (485–492)
- Іберійське царство — цар Вахтанг I Горгасал (447–502)
- Індія:
  - Царство Вакатаків — махараджа махараджа Харішена (475–500)
  - Вішнукундина — цар Мадхав Варма (461–508)
  - Імперія Гуптів — магараджа Будхагупта (475–500)
  - Західні Ганги — магараджа Авініта (469–529)
  - Держава Кадамба — цар Равіварма (485–519)
  - Камарупа — цар Махендраварман (470–494)
  - Маітрака — магараджа Бхатарка (бл. 470 — бл. 492)
  - Династія Паллавів  — махараджа Нандіварман I (488–500)
  - Раджарата — раджа Кашіяпа I (473–495)
- Кавказька Албанія — цар Вачаган III Благочестивий (487–510)
- Китай (Південні та Північні династії):
  - Династія Південна Ці — імператор Сяо Цзе (У-ді) (482–493)
  - Династія Північна Вей — імператор Юань Хун (Сяо Вень-ді) (471–499) править за допомогою своєї матері імператриці Фен (476–490)
  - Тогон — Муюн Дулхоу (481–490), його змінив Муюн Фулянчоу (490–540)
- Царство Кінда — цар Аль-Харіт Талабан ібн Амр (489–528)
- Корея:
  - Кая (племінний союз) — ван Чільджі (451–492)
  - Когурьо — тхеван (король) Чансухо (413–490)
  - Пекче — король Тонсон (479–501)
  - Сілла — марипкан Соджі (479–500)
- Лазіка — цар Дамназ (468–522)
- Паган — король Тюе (439–494)
- Персія:
  - Держава Сасанідів — шахіншах Кавад I (488–496, 499–531)
- Тарума (острів Ява) — цар Індраварман (455–515)
- Фунань — король Джаяварман (478–514)
- Хим'яр — цар Ма'адикаріб I Ян'ум (485–490), його змінив цар Абд-кулалум (490–495)
- Чампа — князь Фан Данггенхун (478–514)
- Японія — імператор Нінкен (488—498)

## Африка
- Аксумське царство — негус Незул (бл. 450-бл. 500)
- Королівство вандалів і аланів — король Гунтамунд (484–496)

## Північна Америка
- Цивілізація Майя:
  - місто Паленке — священний владика Буц'ах Сак Чі'к (487–501)
  - місто Тікаль — цар Чак-Ток-Ічак III (485–508)